# Stellarator

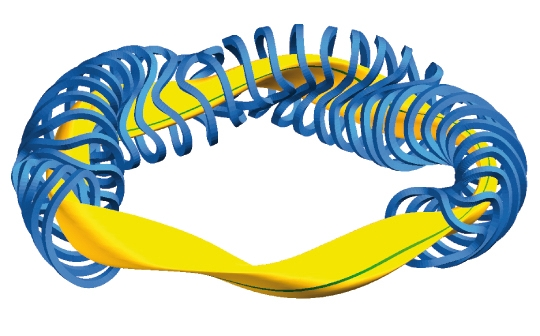
Ví dụ về thiết kế stellarator, như được sử dụng trong thí nghiệm Wendelstein 7-X: Một loạt các cuộn nam châm (màu xanh) bao quanh plasma (màu vàng). Một đường sức từ được tô màu xanh lá cây trên bề mặt plasma màu vàng.

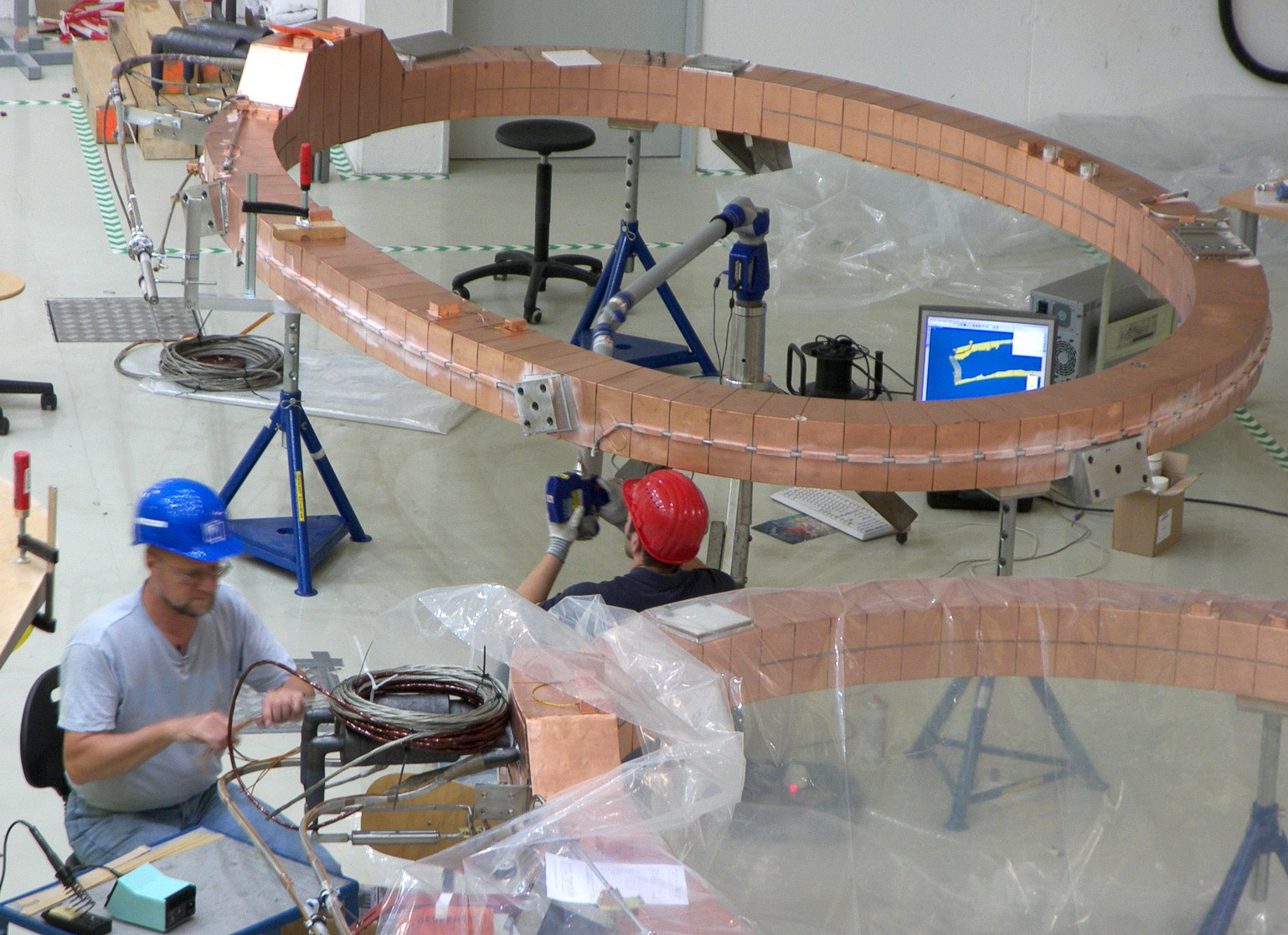
Wendelstein 7-X ở Greifswald, Đức. Cuộn dây được chuẩn bị thử nghiệm stellarator

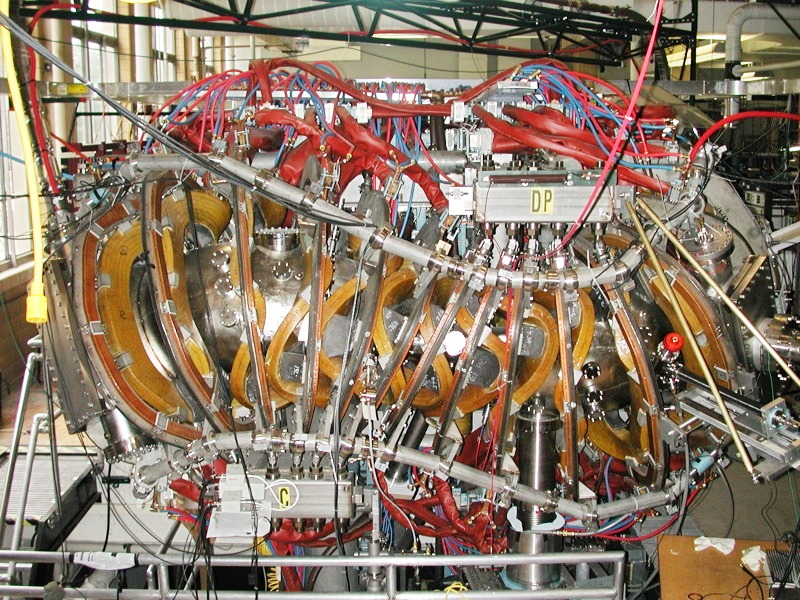
HSX stellarator

Stellarator là một thiết bị plasma chủ yếu dựa vào nam châm bên ngoài để kiểm soát plasma. Trong tương lai, các nhà khoa học nghiên cứu phản ứng tổng hợp từ tính nhằm mục đích sử dụng các thiết bị stellarator như một buồng cho các phản ứng tổng hợp hạt nhân. Cái tên nói đến khả năng khai thác nguồn năng lượng của các ngôi sao, bao gồm cả mặt trời. Đây là một trong những thiết bị năng lượng nhiệt hạch sớm nhất, cùng với z-pinch và gương từ tính.
Stellarator được phát minh bởi nhà khoa học người Mỹ Lyman Spitzer của Đại học Princeton vào năm 1951, và phần lớn sự phát triển ban đầu của nó đã được nhóm của ông thực hiện tại Phòng thí nghiệm Vật lý Plasma Princeton (PPPL). Mô hình A của Lyman bắt đầu hoạt động vào năm 1953 và chứng minh sự kiểm soát plasma. Trong các mô hình lớn hơn sau đó cho thấy hiệu suất kém, gặp phải một vấn đề khiến thất thoát plasma ở mức tồi tệ hơn nhiều so với dự đoán lý thuyết. Đến đầu những năm 1960, mọi hy vọng về việc nhanh chóng sản xuất một cỗ máy thương mại đã mất dần, và sự chú ý chuyển sang nghiên cứu lý thuyết cơ bản về các plasma năng lượng cao. Vào giữa những năm 1960, Spitzer đã bị thuyết phục rằng stellarator phù hợp với tốc độ khuếch tán Bohm, điều này cho thấy nó sẽ không bao giờ là một thiết bị hợp nhất thực tế.
Việc công bố thông tin về thiết kế tokamak của Liên Xô vào năm 1968 cho thấy bước nhảy vọt về hiệu suất. Sau cuộc tranh luận lớn trong ngành công nghiệp Hoa Kỳ, PPPL đã chuyển đổi mẫu stellarator Model C  thành Symmetrical Tokamak (ST) như một cách để xác nhận hoặc từ chối các kết quả này. ST đã được công nhận, và khái niệm stellarator đã kết thúc khi tokamak nhận được hầu hết sự chú ý trong hai thập kỷ tiếp theo. Tokamak cuối cùng đã được chứng minh là có vấn đề tương tự như stellarators, nhưng vì những lý do khác nhau.
Kể từ những năm 1990, thiết kế stellarator đã được làm  mới. Các phương pháp xây dựng mới đã tăng chất lượng và sức mạnh của từ trường, cải thiện hiệu suất. Một số thiết bị mới đã được xây dựng để kiểm tra các khái niệm này. Các ví dụ chính bao gồm Wendelstein 7-X ở Đức, Thử nghiệm đối xứng xoắn ốc (HSX) tại Mỹ và <a href="https://en.wikipedia.org/wiki/Large_Helical_Device" rel="mw:ExtLink" title="Large Helical Device" class="cx-link" data-linkid="45">Large Helical Device</a> ở Nhật Bản. 

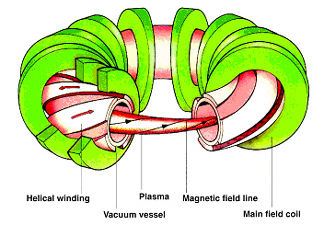
Phác thảo của một stellarator cổ điển với cuộn xoắn ốc (màu trắng) và cuộn trường hình xuyến (màu xanh lá cây)

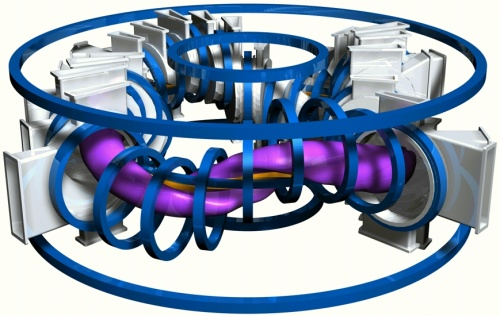
TJ-II Heliac

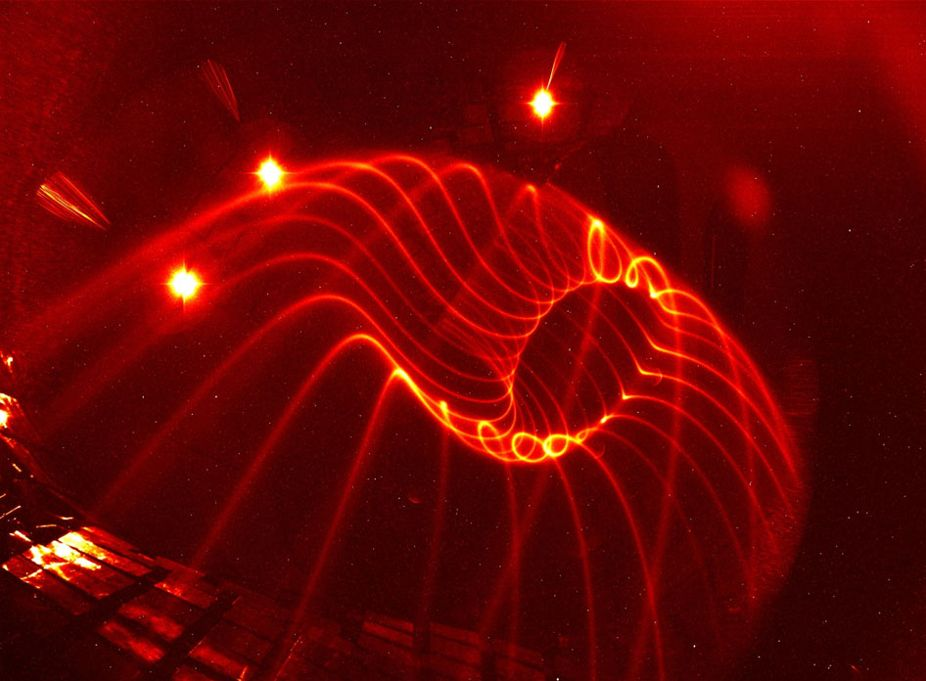
Hình dung các đường sức từ trong Wendelstein 7-X